# 구화 (소설가)
뤄홍위(羅鴻玉,나홍옥)는 구화(중국어 간체자: 古华, 정체자: 古華, 병음: Gǔ Huá)라는 필명으로 알려진 중국의 소설가이다. 1982년에 마오둔 문학상을 받았다.

## 생애
40~50개 가구밖에 안 되는 작은 마을에서 태어났다. 이곳의 시골 전통은 매우 잘 보존되어 있었으며 그의 성장기 동안 그에게 영감을 주었다. 나중에 그는 학교에 다니면서 고전 작품(예: 소오의, 小五義)을 접하게 되었고 문학에 대한 관심을 갖게 되었다. 그러나 그의 아버지는 그가 아직 어렸을 때 돌아가셨고, 1958년에 그는 가족을 부양하기 위해 1년간 학업을 중단해야 했다.
1959년 장저우시 농업기술학교에 입학했다. 2년 후 중국 대기근이 끝나갈 무렵, 그는 인저우구 (닝보시)의 차오커우 농업 연구소로 옮겨져 문화대혁명 기간 동안 14년 동안 작은 시골 농장에서 일했다. 그의 첫 출판 작품은 1962년에 나왔다.
그는 1971년부터 1976년까지 많은 작품을 출판했으며, 1975년에는 간저우시 노래와 무용단의 창작 컨설턴트가 되었다. 그의 저술 대부분은 '삼돌출(三突出)' 개념의 영향을 받았다. 1980년 중국작가협회(CWA) 회원이 되었다.
1988년에 그는 캐나다로 이주하여 현재까지 거주하고 있다. 그럼에도 불구하고 그는 CWA 후난 지부 회장 겸 부회장을 역임했다.